# Ambassades

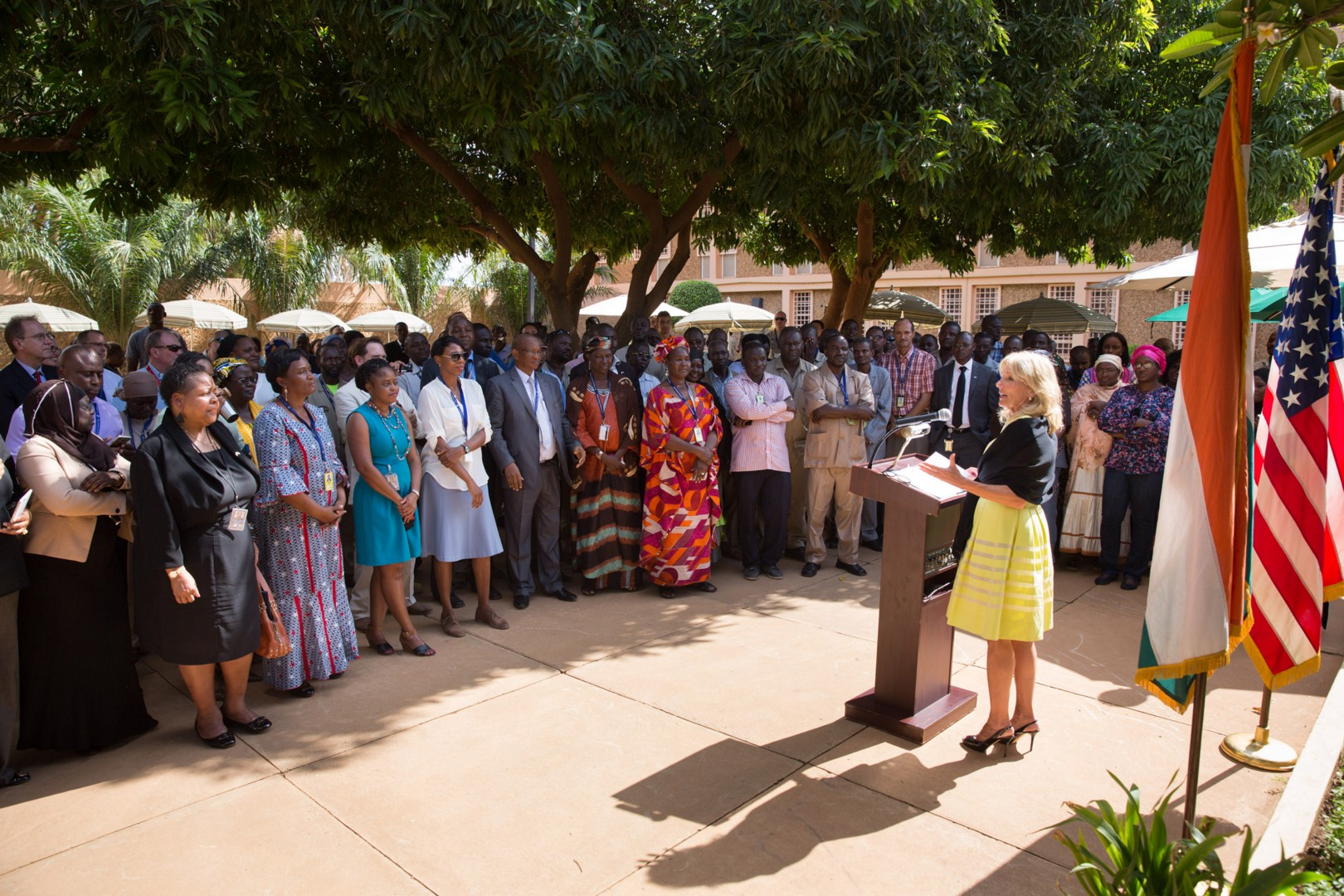
Jill Biden besucht die Botschaft der Vereinigten Staaten im Stadtteil Ambassades

Ambassades ist ein Stadtteil von Niamey in Niger.
Ambassades liegt am linken Ufer des Flusses Niger im Arrondissement Niamey I. Die umliegenden Stadtteile sind Goudel im Westen, Koira Kano im Nordwesten, Yantala im Nordosten und Plateau im Osten. Ambassades erstreckt sich über eine Fläche von etwa 121 Hektar und befindet sich in einem Tafelland mit einer mehr als 2,5 Meter tiefen Sandschicht, wodurch eine bessere Einsickerung als in anderen Teilen der Stadt möglich ist. Das Standardschema für Straßennamen im Stadtteil ist Rue AM 1, wobei auf das französische Rue für Straße das Kürzel AM für Ambassades und zuletzt eine Nummer folgt. Dies geht auf ein Projekt zur Straßenbenennung in Niamey aus dem Jahr 2002 zurück, bei dem die Stadt in 44 Zonen mit jeweils eigenen Buchstabenkürzeln eingeteilt wurde.

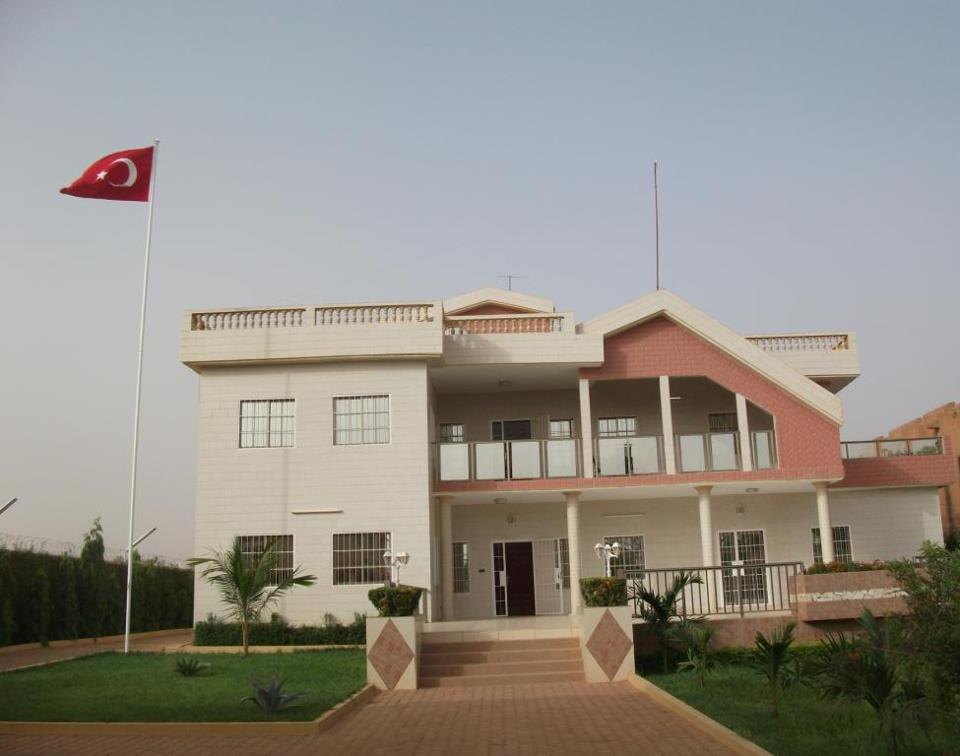
Gebäude der Botschaft der Türkei im Stadtteil Ambassades

Ambassades (französisch für „Botschaften“) ist das Botschaftsviertel von Niamey. Es entstand in den 1960er Jahren nach der Unabhängigkeit Nigers. In der Zeit von 1971 bis 1976 wurden hier Wohnungen gehobenen Standards erbaut.
Folgende Staaten haben hier ihre Botschaften (in Klammern die Adresse):
- Algerien (Boulevard des Ambassades)[6]
- Frankreich (Boulevard des Ambassades)
- Indien (Rue AM-14)[7]
- Nigeria (Boulevard des Ambassades)[8]
- Türkei (Rue AM-5)
- Vereinigte Staaten (Boulevard des Ambassades)[7]
- Volksrepublik China (Boulevard des Ambassades)[9]